# Marian Waldman
Marian Waldman (* 16. Dezember 1924 in Toronto; † 5. Juli 1985 ebenda) war eine kanadisch-US-amerikanische Schauspielerin und Drehbuchautorin.

## Wirken
Ihr Filmdebüt hatte sie 1972 in dem Fernsehfilm Nightfall – Stimmen der Angst in der Rolle der Elsa Britton. Zwei Jahre später konnte man sie in dem kanadischen Horrorfilm Jessy – Die Treppe in den Tod sehen. Zuletzt hatte Waldman eine Rolle in John Hustons Film Labyrinth der Angst aus dem Jahr 1980. Darüber hinaus war sie als Drehbuchautorin tätig.

## Filmografie

### Schauspielerin
- 1972: Nightfall – Stimmen der Angst (When Michael Calls) (Fernsehfilm)
- 1973: Class of '44
- 1974: Besessen (Deranged)
- 1974: Jessy – Die Treppe in den Tod (Black Christmas)
- 1977: A Cosmic Christmas (Fernsehfilm)
- 1980: Phobia – Labyrinth der Angst (Phobia)

### Drehbuchautorin
- 1978: High Hopes (Fernsehserie)
- 1973: The Starlost (Fernsehserie, 1 Folge)
- 1971: Polizeiarzt Simon Lark (Dr. Simon Locke) (Fernsehserie, 4 Folgen)